# 桑多茲 (加利福尼亞州)
桑多茲（英語：Sandoz）是位於美國加利福尼亞州卡拉韋拉斯縣的一個非建制地區。該地的面積和人口皆未知。

## 地理
桑多茲的座標為38°20′53″N 120°25′50″W / 38.34806°N 120.43056°W，而該地的平均海拔高度為991米（即3251英尺）。